# Taichi Suga
Taichi Suga (jap. 菅太一 Suga Taichi; ur. 8 kwietnia 1979) – japoński zapaśnik walczący w stylu klasycznym. Dwukrotny uczestnik mistrzostw świata, piętnasty w 2006. Siódmy na igrzyskach azjatyckich w 2006. Srebrny medalista igrzysk Wschodniej Azji w 2001. Najlepszy na mistrzostwach Azji w 2001 roku.